# سیمونه په‌په
سیمونه په په (ایتالیایی: Simone Pepe؛ زادهٔ ۳۰ اوت ۱۹۸۳) بازیکن فوتبال پیشین اهل ایتالیا است.

## دوران باشگاهی
په‌په فوتبالش را از تیم‌های پایه رم آغاز کرد و تا ۱۸ سالگی در تیم جوانان این تیم توپ زد و سپس راهی تیم لچه شد، هر چند که از سری ا به سری سی رفته بود اما توان مندی‌هایش را حفظ کرد و برای کمک به تیم ترامو راهی این تیم شد و یک سال
بعد به پالرمو پیوست اما همچنان در سری پایین‌تر بازی می‌کرد، پیاچنزا تیم بعدی او بود اما یک بار دیگر زمانی که پالرمو به سری ا آمد به این بازگشت و ژانویه ۲۰۰۶ پیراهن اودینزه را بر تن کرد اما یک سال راهی کالیاری شد و توانست همراه این تیم بازی‌های زیادی را انجام دهد. سرانجام در سال ۲۰۰۷ به تیم سابقش اودینزه بازگشت و نمایش‌های موفق و خوب نظر یوونتوسی‌ها را جلب کرد و به تیم مربی سابقش که پیش از این در نخستین فصل حضورش در سری ا مربی او بود، پیوست.
وی در مجموع ۱۰۴ بازی را با پیراهن اودینزه انجام دهد و ۱۴ گل به ثمر رساند و با اثبات شایستگی‌هایش به تیم ملی کشورش
راه یافت.

## دوران ملی
په‌په در ۱۱ اکتبر ۲۰۰۸ در دیدار بلغارستان و ایتالیا برای نخستین بار برای کشورش بازی کرد و در نهایت در لیست لیپی برای حضور در جام جهانی نوزدهم، آفریقای جنوبی قرار گرفت و پس از بازگشت از این رقابت‌ها رسماً به یوونتوس پیوست.

## افتخارات
پالرمو
- سری بی: ۰۴–۲۰۰۳

یوونتوس
- سری آ: ۱۲–۲۰۱۱، ۱۳–۲۰۱۲، ۱۴–۲۰۱۳، ۱۵–۲۰۱۴
- سوپر جام فوتبال ایتالیا: ۲۰۱۲، ۲۰۱۳
- جام حذفی فوتبال ایتالیا: ۱۵–۲۰۱۴؛ نایب قهرمان ۱۲–۲۰۱۱
- لیگ قهرمانان اروپا: نایب قهرمان ۱۵–۲۰۱۴